# Dominique Heinrich
Dominique Heinrich, född 31 juli 1990, är en österrikisk professionell ishockeyspelare som tidigare har spelat för bland annat EC Salzburg. Från säsongen 2016/2017 spelar Heinrich för Örebro HK.

## Klubbar
- EC Salzburg (2010/2011–2015/2016)
- Örebro HK (2016/2017–)